# Lilo Raymond
Lilo Raymond (1922–2009) foi uma fotógrafa americana.
Raymond fugiu da Alemanha Nazi em 1938, estabelecendo-se em Nova York. Lá, ela teve aulas na Photo League. O seu trabalho está incluído nas colecções do Smithsonian American Art Museum, do Metropolitan Museum of Art e do Getty Museum, Los Angeles.